# Rosenborg Ballklub 2010
Questa voce raccoglie le informazioni riguardanti il Rosenborg Ballklub nelle competizioni ufficiali della stagione 2010. 

## Stagione
Il Rosenborg campione di Norvegia in carica ha affrontato il suo primo impegno stagionale nella Superfinalen contro l'Aalesunds, aggiudicandosi il trofeo grazie a una vittoria per tre a uno.
Già a novembre 2009, era stato reso noto l'accordo tra Erik Hamrén e la Nazionale svedese, con l'allenatore del Rosenborg che sarebbe così diventato il commissario tecnico della selezione scandinava. L'accordo prevedeva un lavoro part-time tra Rosenborg e Svezia, fino al 30 giugno 2010, ma Hamrén ha rescisso il suo contratto con il club di Trondheim circa quaranta giorni prima di quella data. Nils Arne Eggen ha assunto l'incarico di allenatore ad interim fino al termine della stagione, con Jan Jönsson che subentrerà al suo posto all'inizio del 2011.
Il Rosenborg, grazie al successo nel campionato precedente, si è qualificato ai turni preliminari della Champions League 2010-2011. Il sorteggio ha abbinato i norvegesi al Linfield, con i bianco-neri che hanno pareggiato in casa dei nord-irlandesi e si sono aggiudicati il match di ritorno grazie a un due a zero. Al turno seguente, un doppio successo sull'AIK ha permesso ai norvegesi di avere la meglio in questo derby scandinavo. Agli spareggi contro il Copenaghen, però, il successo casalingo per due a uno non è bastato, in virtù della sconfitta in Danimarca nella gara di ritorno. Il Rosenborg è stato così retrocesso in Europa League 2010-2011.
In campionato, la squadra è rimasta prima dall'inizio della stagione, mantenendo sempre un certo vantaggio sulle inseguitrici. Nella coppa nazionale, l'avventura del Rosenborg si è conclusa in semifinale, quando il Follo ha vinto la sfida ai calci di rigore.

## Maglie e sponsor
Le divise per la stagione 2010 sono firmate Adidas e sponsorizzate da REMA 1000, Shell, NTE e Telenor. La divisa casalinga è composta da una maglietta bianca, pantaloncini neri e calzettoni bianchi. Quella da trasferta ha la maglia nera, i pantaloncini bianchi e i calzettoni neri.

## Società
Area direttiva
- Presidente: Terje Svendsen
- Vicepresidente: Morten Loktu
- Direttore: Thorbjørn Aass
- Direttore: Marit Breivik
- Direttore: Bente K. Malmo
- Direttore: Bård Benum
- Vicedirettore: Christer Basma

Area organizzativa
- Responsabile dell'organizzazione e del personale: Trond Alstad

Area marketing
- Ufficio marketing: Per N. Mikalsen

Area tecnica
- Allenatore: Nils Arne Eggen
- Allenatore in seconda: Trond Henriksen
- Preparatore/i atletico/i: Geir Håvard Hjelde
- Preparatore dei portieri: Jørn Jamtfall

Area sanitaria
- Responsabile sanitario: Haakon Schwabe

## Rosa
| N. |                     | Ruolo | Calciatore               |
| -- | ------------------- | ----- | ------------------------ |
| 1  | Svezia (bandiera)   | P     | Daniel Örlund            |
| 2  | Svezia (bandiera)   | D     | Mikael Lustig            |
| 3  | Svezia (bandiera)   | D     | Mikael Dorsin (capitano) |
| 4  | Ghana (bandiera)    | C     | Anthony Annan            |
| 5  | Svezia (bandiera)   | D     | Mattias Bjärsmyr         |
| 6  | Norvegia (bandiera) | C     | Roar Strand              |
| 7  | Norvegia (bandiera) | C     | Trond Olsen              |
| 8  | Norvegia (bandiera) | C     | Fredrik Winsnes          |
| 9  | Norvegia (bandiera) | A     | Michael Jamtfall         |
| 10 | Norvegia (bandiera) | C     | Morten Moldskred         |
| 11 | Norvegia (bandiera) | D     | Vadim Demidov            |
| 14 | Norvegia (bandiera) | A     | Steffen Iversen          |

| N. |                           | Ruolo | Calciatore             |
| -- | ------------------------- | ----- | ---------------------- |
| 15 | Norvegia (bandiera)       | C     | Per Ciljan Skjelbred   |
| 16 | Norvegia (bandiera)       | D     | Simen Wangberg         |
| 18 | Uruguay (bandiera)        | D     | Alejandro Lago         |
| 19 | Norvegia (bandiera)       | C     | Markus Henriksen       |
| 21 | Norvegia (bandiera)       | A     | Mushaga Bakenga        |
| 23 | Norvegia (bandiera)       | C     | Gjermund Åsen          |
| 25 | Norvegia (bandiera)       | D     | Christoffer Aasbak     |
| 26 | Norvegia (bandiera)       | P     | Erik Mellevold Bråthen |
| 27 | Costa d'Avorio (bandiera) | C     | Bakary Saré            |
| 28 | Norvegia (bandiera)       | D     | Pål André Helland      |
| 30 | Svezia (bandiera)         | A     | Rade Prica             |

## Calciomercato
| Acquisti | Acquisti               | Acquisti      | Acquisti   |
| R.       | Nome                   | da            | Modalità   |
| -------- | ---------------------- | ------------- | ---------- |
| P        | Daniel Örlund          | AIK           | definitivo |
| P        | Erik Mellevold Bråthen | Fredrikstad   | definitivo |
| C        | Fredrik Winsnes        | Strømsgodset  | definitivo |
| A        | Michael Jamtfall       | Ranheim       | definitivo |
| A        | Morten Moldskred       | Tromsø        | definitivo |
| D        | Mattias Bjärsmyr       | Panathīnaïkos | definitivo |
| C        | Bakary Saré            | Anderlecht    | definitivo |

| Cessioni | Cessioni                | Cessioni    | Cessioni   |
| R.       | Nome                    | a           | Modalità   |
| -------- | ----------------------- | ----------- | ---------- |
| P        | Alexander Lund Hansen   | Odense      | definitivo |
| P        | Rune Almenning Jarstein | Viking      | definitivo |
| C        | Albert Berbatovci       | Ranheim     | definitivo |
| D        | Pål André Helland       | Ranheim     | prestito   |
| C        | Juska Savolainen        | Haugesund   | definitivo |
| A        | Jo Sondre Aas           | Ranheim     | prestito   |
| A        | Michael Karlsen         | Ranheim     | prestito   |
| A        | John Pelu               | Haugesund   | definitivo |
| A        | Kjell Rune Sellin       | Kongsvinger | prestito   |
| D        | Kris Stadsgaard         | Malaga      | definitivo |

## Risultati

### Superfinalen
| Arbitro: | Skjerven |

|            |           |                                   |
| Larsen 59’ | Marcatori | 7’ Stadsgaard 26’ Prica 26’ Olsen |

### Campionato
| Arbitro: | Hauge |

|              |           |                      |
| Runström 27’ | Marcatori | 42’ Prica 42’ Lustig |

| Arbitro: | ? |

|                            |           |                                   |
| Iversen 21’ Olsen 48’, 60’ | Marcatori | 32’ Kleiven 37’ Børufsen 37’ Årst |

| Oslo 28 marzo 2010, ore 20:00 3ª giornata | Vålerenga | 0 – 0 referto | Rosenborg | Ullevål Stadion (17.284 spett.)\| Arbitro: \| Skjerven \| |
| Arbitro:                                  | Skjerven  |               |           |                                                           |

| Arbitro: | ? |

|                            |           |  |
| Olsen 45’ Iversen 77’, 90’ | Marcatori |  |

| Arbitro: | Øvrebø |

|           |           |                              |
| Kovács 9’ | Marcatori | 18’, 54’ Henriksen 54’ Prica |

| Arbitro: | ? |

|                             |           |  |
| Iversen 57’ Sellin 75’, 85’ | Marcatori |  |

| Arbitro: | ? |

|            |           |           |
| Carlsen 8’ | Marcatori | 49’ Prica |

| Trondheim 25 aprile 2010, ore 20:00 8ª giornata | Rosenborg | 0 – 0 referto | Lillestrøm | Lerkendal Stadion (17.104 spett.)\| Arbitro: \| ? \| |
| Arbitro:                                        | ?         |               |            |                                                      |

| Tromsø 2 maggio 2010, ore 20:00 9ª giornata | Tromsø | 0 – 0 referto | Rosenborg | Alfheim Stadion (7.024 spett.)\| Arbitro: \| ? \| |
| Arbitro:                                    | ?      |               |           |                                                   |

| Arbitro: | ? |

|                |           |  |
| Prica 11’, 47’ | Marcatori |  |

| Haugesund 9 maggio 2010, ore 18:00 11ª giornata | Haugesund | 0 – 0 referto | Rosenborg | Haugesund Stadion (5.000 spett.)\| Arbitro: \| ? \| |
| Arbitro:                                        | ?         |               |           |                                                     |

| Arbitro: | ? |

|                                   |           |  |
| Dorsin 29’ Lustig 41’ Iversen 51’ | Marcatori |  |

| Arbitro: | Olsen |

|               |           |                        |
| Ingelsten 21’ | Marcatori | 39’ Lustig 90’ Iversen |

| Arbitro: | Skjerven |

|                                               |           |  |
| Winsnes 4’ Iversen 9’ Skjelbred 12’ Prica 47’ | Marcatori |  |

| Arbitro: | Øvrebø |

|            |           |  |
| Strand 86’ | Marcatori |  |

| Arbitro: | Skjerven |

|          |           |                       |
| Ujah 33’ | Marcatori | 29’ Lustig 93’ Dorsin |

| Arbitro: | Moen |

|             |           |                     |
| Iversen 14’ | Marcatori | 76’ Stadsgaard (AG) |

| Arbitro: | Hauge |

|                |           |                         |
| Gunnarsson 85’ | Marcatori | 65’ Olsen 90’ Moldskred |

| Arbitro: | Sælen |

|                                        |           |                                    |
| Iversen 11’, 50’, 75’ Skjerve (AG) 22’ | Marcatori | 16’ Đurđić 20’ Tronseth 32’ Nilsen |

| Arbitro: | Sandmoen |

|            |           |                                       |
| Røyrane 9’ | Marcatori | 41’ Prica 48’ Henriksen 87’ Moldskred |

| Arbitro: | ? |

|                                   |           |            |
| Strand 14’ Dorsin 32’ Iversen 61’ | Marcatori | 11’ Hoseth |

| Arbitro: | Skjerven |

|                      |           |                              |
| Bolaños 22’ Hoff 51’ | Marcatori | 46’, 75’ Prica 64’ Henriksen |

| Arbitro: | Øvrebø |

|              |           |               |
| Jamtfall 58’ | Marcatori | 71’ Bjarnason |

| Arbitro: | Moen |

|                        |           |                                |
| Sævarsson 40’ Moen 80’ | Marcatori | 11’, 88’ Henriksen 62’ Iversen |

| Arbitro: | Øvrebø |

|            |           |            |
| Kamara 77’ | Marcatori | 31’ Strand |

| Arbitro: | Hauge |

|                                         |           |           |
| Iversen 27’ Moldskred 69’ Henriksen 87’ | Marcatori | 71’ Zajić |

| Arbitro: | ? |

|  |           |                |
|  | Marcatori | 42’, 45’ Prica |

### Coppa di Norvegia
| Arbitro: | Henrikø |

|  |           |                                        |
|  | Marcatori | 7’ Moldskred 33’, 89’ Olsen 73’ Traoré |

| Arbitro: | Tømmervold |

|             |           |                                          |
| Rishaug 77’ | Marcatori | 46’ Olsen 57’, 84’ Henriksen 89’ Iversen |

| Arbitro: | Staberg |

|                                     |           |            |
| Dorsin 47’ Lustig 63’ Skjelbred 84’ | Marcatori | 76’ Softić |

| Arbitro: | Berntsen |

|                 |           |                                            |
| Lustig (AG) 59’ | Marcatori | 3’ Skjelbred 45’, 68’ Moldskred 73’ Dorsin |

| Arbitro: | Hagen |

|                                            |           |                      |
| Iversen 28’ Lustig 46’ Annan 48’ Olsen 50’ | Marcatori | 5’ Hoff 9’, 52’ Årst |

| Arbitro: | Olsen |

|                                      |           |                          |
| Hagen 41’ Markegård 41’ Clausen 115’ | Marcatori | 5’ Henriksen 62’ Iversen |

### Champions League
| Belfast 14 luglio 2010, ore 20:45 CET Secondo turno di qualificazione - Andata | Linfield | 0 – 0 referto | Rosenborg | Windsor Park (? spett.)\| Arbitro: \| Ennjimi \| |
| Arbitro:                                                                       | Ennjimi  |               |           |                                                  |

| Arbitro: | Schörgenhofer |

|                         |           |  |
| Prica 32’ Henriksen 87’ | Marcatori |  |

| Arbitro: | Miller |

|  |           |               |
|  | Marcatori | 33’ Henriksen |

| Arbitro: | González |

|                                  |           |  |
| Prica 55’ Demidov 64’ Lustig 76’ | Marcatori |  |

| Arbitro: | Rocchi |

|                           |           |              |
| Iversen 23’ Henriksen 57’ | Marcatori | 84’ Grønkjær |

| Arbitro: | Brych |

|             |           |  |
| Ottesen 23’ | Marcatori |  |

### Europa League
| Arbitro: | Vollquartz |

|                                  |           |  |
| Helmes 4’, 58’, 61’ Reinartz 38’ | Marcatori |  |

| Arbitro: | Braamhaar |

|                         |           |          |
| Moldskred 37’ Prica 68’ | Marcatori | 43’ Ruiz |

| Arbitro: | Hidber |

|                                      |           |  |
| Godín 17’ Agüero 10’ Diego Costa 78’ | Marcatori |  |

| Arbitro: | Yeskov |

|               |           |                     |
| Henriksen 52’ | Marcatori | 4’ Agüero 84’ Tiago |

| Arbitro: | Kelly |

|  |           |         |
|  | Marcatori | 35’ Sam |

| Arbitro: | Einwaller |

|                            |           |  |
| Cesarec 45'+1’ Faty 90'+2’ | Marcatori |  |

## Statistiche

### Statistiche di squadra
| Competizione      | Punti | In casa | In casa | In casa | In casa | In casa | In casa | In trasferta | In trasferta | In trasferta | In trasferta | In trasferta | In trasferta | Totale | Totale | Totale | Totale | Totale | Totale | DR  |
| Competizione      | Punti | G       | V       | N       | P       | Gf      | Gs      | G            | V            | N            | P            | Gf           | Gs           | G      | V      | N      | P      | Gf     | Gs     | DR  |
| ----------------- | ----- | ------- | ------- | ------- | ------- | ------- | ------- | ------------ | ------------ | ------------ | ------------ | ------------ | ------------ | ------ | ------ | ------ | ------ | ------ | ------ | --- |
| Tippeligaen       | 63    | 13      | 9       | 4       | 0       | 31      | 10      | 14           | 9            | 5            | 0            | 24           | 12           | 27     | 18     | 9      | 0      | 55     | 22     | +33 |
| Coppa di Norvegia | -     | 2       | 2       | 0       | 0       | 7       | 4       | 4            | 3            | 0            | 1            | 14           | 5            | 6      | 5      | 0      | 1      | 21     | 9      | +12 |
| Superfinalen      | -     | -       | -       | -       | -       | -       | -       | 1            | 1            | 0            | 0            | 3            | 1            | 1      | 1      | 0      | 0      | 3      | 1      | +2  |
| Champions League  | -     | 3       | 3       | 0       | 0       | 7       | 1       | 3            | 1            | 1            | 1            | 1            | 1            | 6      | 4      | 1      | 1      | 8      | 2      | +6  |
| Europa League     | -     | 1       | 1       | 0       | 0       | 2       | 1       | 2            | 0            | 0            | 2            | 0            | 7            | 3      | 1      | 0      | 2      | 2      | 8      | -6  |
| Totale            | -     | 19      | 15      | 4       | 0       | 47      | 16      | 24           | 14           | 6            | 4            | 42           | 26           | 43     | 29     | 11     | 3      | 89     | 42     | +47 |

### Statistiche dei giocatori
| Giocatore     | Tippeligaen | Tippeligaen | Tippeligaen | Tippeligaen | Coppa di Norvegia | Coppa di Norvegia | Coppa di Norvegia | Coppa di Norvegia | Champions League+Europa League | Champions League+Europa League | Champions League+Europa League | Champions League+Europa League | Superfinalen | Superfinalen | Superfinalen | Superfinalen | Totale   | Totale | Totale      | Totale     |
| Giocatore     | Presenze    | Reti        | Ammonizioni | Espulsioni  | Presenze          | Reti              | Ammonizioni       | Espulsioni        | Presenze                       | Reti                           | Ammonizioni                    | Espulsioni                     | Presenze     | Reti         | Ammonizioni  | Espulsioni   | Presenze | Reti   | Ammonizioni | Espulsioni |
| ------------- | ----------- | ----------- | ----------- | ----------- | ----------------- | ----------------- | ----------------- | ----------------- | ------------------------------ | ------------------------------ | ------------------------------ | ------------------------------ | ------------ | ------------ | ------------ | ------------ | -------- | ------ | ----------- | ---------- |
| C. Aasbak     | 0           | 0           | 0           | 0           | 0                 | 0                 | 0                 | 0                 | 0                              | 0                              | 0                              | 0                              | 0            | 0            | 0            | 0            | 0        | 0      | 0           | 0          |
| A. Annan      | 23          | 0           | 3           | 0           | 1                 | 0                 | 0                 | 0                 | 5+3                            | 0                              | 1+0                            | 0                              | 1            | 0            | 1            | 0            | 33       | 0      | 5           | 0          |
| G. Åsen       | 2           | 0           | 0           | 0           | 2                 | 0                 | 0                 | 0                 | 0                              | 0                              | 0                              | 0                              | 1            | 0            | 0            | 0            | 5        | 0      | 0           | 0          |
| M. Bakenga    | 5           | 0           | 0           | 0           | 1                 | 0                 | 0                 | 0                 | 2+0                            | 0                              | 0                              | 0                              | -            | -            | -            | -            | 8        | 0      | 0           | 0          |
| M. Bjärsmyr   | 5           | 0           | 0           | 0           | 0                 | 0                 | 0                 | 0                 | 0+3                            | 0                              | 0                              | 0                              | -            | -            | -            | -            | 8        | 0      | 0           | 0          |
| E. Bråthen    | 0           | 0           | 0           | 0           | 0                 | 0                 | 0                 | 0                 | 0                              | 0                              | 0                              | 0                              | -            | -            | -            | -            | 0        | 0      | 0           | 0          |
| V. Demidov    | 23          | 0           | 1           | 1           | 3                 | 0                 | 0                 | 0                 | 6+3                            | 1+0                            | 0                              | 0                              | 1            | 0            | 0            | 0            | 36       | 1      | 1           | 1          |
| M. Dorsin     | 27          | 3           | 1           | 0           | 2                 | 0                 | 0                 | 0                 | 6+3                            | 0                              | 0+1                            | 0                              | 1            | 0            | 0            | 0            | 39       | 3      | 2           | 0          |
| M. Henriksen  | 25          | 7           | 1           | 0           | 4                 | 2                 | 0                 | 0                 | 6+3                            | 3+0                            | 1+0                            | 0                              | 1            | 0            | 0            | 0            | 39       | 12     | 2           | 0          |
| S. Iversen    | 27          | 8           | 0           | 0           | 3                 | 1                 | 0                 | 0                 | 6+3                            | 1+0                            | 0                              | 0                              | 1            | 0            | 0            | 0            | 40       | 10     | 0           | 0          |
| M. Jamtfall   | 4           | 1           | 0           | 0           | 0                 | 0                 | 0                 | 0                 | 0+3                            | 0                              | 0                              | 0                              | -            | -            | -            | -            | 7        | 1      | 0           | 0          |
| A. Lago       | 6           | 0           | 0           | 0           | 3                 | 0                 | 0                 | 0                 | 0                              | 0                              | 0                              | 0                              | -            | -            | -            | -            | 9        | 0      | 0           | 0          |
| M. Lustig     | 26          | 4           | 1           | 0           | 4                 | 0                 | 0                 | 0                 | 6+3                            | 1+0                            | 0                              | 0                              | 1            | 0            | 0            | 0            | 40       | 5      | 1           | 0          |
| F. Midtsjø    | 0           | 0           | 0           | 0           | 1                 | 0                 | 0                 | 0                 | 0                              | 0                              | 0                              | 0                              | 0            | 0            | 0            | 0            | 1        | 0      | 0           | 0          |
| M. Moldskred  | 17          | 3           | 0           | 0           | 4                 | 1                 | 0                 | 0                 | 5+2                            | 0+1                            | 0                              | 0                              | 1            | 0            | 0            | 0            | 29       | 5      | 0           | 0          |
| T. Olsen      | 22          | 4           | 1           | 0           | 3                 | 3                 | 0                 | 0                 | 6+2                            | 1+0                            | 0                              | 0                              | 1            | 1            | 0            | 0            | 34       | 9      | 1           | 0          |
| D. Örlund     | 27          | 0           | 1           | 0           | 4                 | 0                 | 0                 | 0                 | 6+3                            | 0                              | 0                              | 0                              | 1            | 0            | 0            | 0            | 41       | 0      | 1           | 0          |
| R. Prica      | 20          | 10          | 1           | 0           | 2                 | 0                 | 0                 | 0                 | 5+3                            | 2+1                            | 0+2                            | 0                              | 1            | 1            | 0            | 0            | 31       | 14     | 3           | 0          |
| B. Saré       | 0           | 0           | 0           | 0           | 0                 | 0                 | 0                 | 0                 | 0+2                            | 0                              | 0                              | 0                              | -            | -            | -            | -            | 2        | 0      | 0           | 0          |
| K. Sellin     | 12          | 2           | 0           | 0           | 2                 | 0                 | 0                 | 0                 | 0                              | 0                              | 0                              | 0                              | -            | -            | -            | -            | 14       | 2      | 0           | 0          |
| P. Skjelbred  | 26          | 1           | 0           | 0           | 4                 | 0                 | 0                 | 0                 | 5+3                            | 0                              | 0+1                            | 0                              | -            | -            | -            | -            | 38       | 1      | 1           | 0          |
| K. Stadsgaard | 20          | 0           | 4           | 0           | 3                 | 0                 | 0                 | 0                 | 6+0                            | 0                              | 1+0                            | 0                              | 1            | 1            | 1            | 0            | 30       | 1      | 6           | 0          |
| R. Strand     | 11          | 3           | 0           | 0           | 2                 | 0                 | 0                 | 0                 | 4+1                            | 0                              | 0                              | 0                              | 1            | 0            | 0            | 0            | 19       | 3      | 0           | 0          |
| J. Svensson   | 0           | 0           | 0           | 0           | 1                 | 0                 | 0                 | 0                 | 0                              | 0                              | 0                              | 0                              | 0            | 0            | 0            | 0            | 1        | 0      | 0           | 0          |
| A. Traoré     | ?           | ?           | ?           | ?           | 3                 | 1                 | 0                 | 0                 | 1+0                            | 0                              | 0                              | 0                              | -            | -            | -            | -            | 4+       | 1+     | 0+          | 0+         |
| S. Wangberg   | 2           | 0           | 0           | 0           | 0                 | 0                 | 0                 | 0                 | 1+0                            | 0                              | 0                              | 0                              | -            | -            | -            | -            | 3        | 0      | 0           | 0          |
| F. Winsnes    | 26          | 1           | 0           | 0           | 3                 | 0                 | 0                 | 0                 | 5+0                            | 0                              | 0                              | 0                              | 1            | 0            | 1            | -            | 35       | 1      | 1           | 0          |